# 소비자 금융 보호국

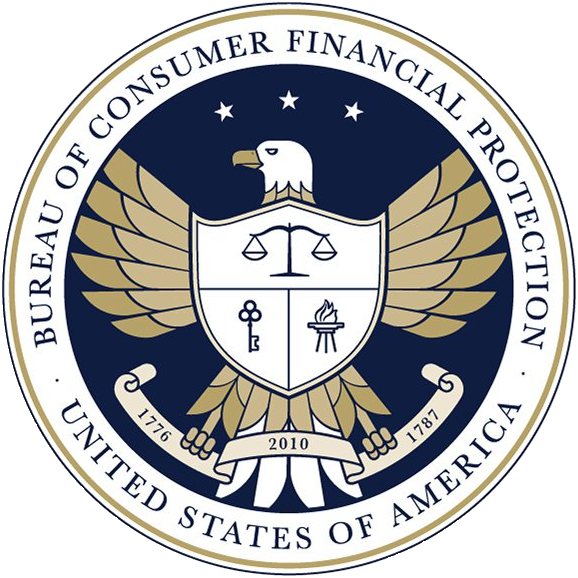

소비자 금융 보호국(Consumer Financial Protection Bureau, CFPB)은 금융 부문의 소비자보호를 담당하는 미국정부의 독립기관이다. CFPB의 관할권에는 은행, 신용 조합, 증권 회사, 급여 담보 대출 기관, 모기지 서비스 운영, 압류 구제 서비스, 채권 추심 기관, 영리 대학 및 미국에서 운영되는 기타 금융 회사가 포함된다. CFPB는 창립 이래 기술 도구를 사용해 금융 기관이 소비자를 표적으로 삼기 위해 소셜 미디어와 알고리즘을 어떻게 사용했는지 모니터링해 왔다.
이 기관은 원래 법학 교수였던 엘리자베스 워런이 2007년에 제안했다. CFPB의 창설은 도드-프랭크 월스트리트 개혁 및 소비자 보호법에 의해 승인되었다. 이 법은 2010년에 통과되어 2007~08년 금융 위기와 그에 따른 대불황에 대한 입법적 대응이었으며 연방준비은행 내 독립 부서이다.
이 보호국은 존재하는 내내 공화당 정치인과 금융 산업의 지속적으로 표적이 되어 왔다. 이는 프로젝트 2025가 의회가 해산해야 한다고 주장하는 기관 중 하나이다. 독립 기관으로서의 CFPB의 지위는 법정에서 많은 도전을 받아왔다. 2020년 6월, 미국 연방 대법원은 대통령이 이유 없이 이사를 해임할 수 있지만 해당 기관은 계속 운영되도록 허용했다고 판결했다.